# Freylinia helmei
Freylinia helmei är en flenörtsväxtart som beskrevs av Van Jaarsv.. Freylinia helmei ingår i släktet Freylinia och familjen flenörtsväxter. Inga underarter finns listade i Catalogue of Life.